# Aptosimum marlothii
Aptosimum marlothii är en flenörtsväxtart som först beskrevs av Adolf Engler, och fick sitt nu gällande namn av William Philip Hiern. Aptosimum marlothii ingår i släktet Aptosimum och familjen flenörtsväxter. Inga underarter finns listade i Catalogue of Life.